# 프랑크푸르트 무제움 관현악단
프랑크푸르트 무제움 관현악단(Frankfurter Opern- und Museumsorchester)은 독일 헤센 주 프랑크푸르트암마인시에 있는 프랑크푸르트 오페라(Oper Frankfurt)의 전속 관현악단이다. 프랑크푸르트 오페라 극장 관현악단, 무제움 또는 박물관 관현악단 등으로 기록되기도 한다.

## 연혁
전신은, 1792년에 발족한 극장 전속 악단이다. 1808년, 「무제움」이 출범이후, 주최 연주회를 담당한다. 초기 카펠마이스터에 루이 슈포어, 음악 총감독을 클레멘스 크라우스, 게오르그 솔티, 로브로 폰 마타치치, 크리스토프 폰 도흐나니, 미하엘 길렌(예술 감독도 겸), 개리 베르티니, 실뱅 캉브르랭, 파올로 카리냐니등이 맡았다. 또, 파울 힌데미트가 1915년에서 1923년까지 콘서트마스터를 맡고 있었다. 2008년, 제바스티안 바이글레가 음악 총감독으로 취임한다. 주요 녹음은, 솔티 지휘로 브람스의 「독일 레퀴엠」이나, 길렌 지휘로 말러의 교향곡 제8번 등이다. 프랑크푸르트 오페라 극장으로서 볼프강 아마데우스 모차르트, 「후궁으로부터의 유괴」, 아리베르트 라이만의 리어왕 등이 있다.

## 무제움
「무제움(Museum)」이란, 1808년 3월 11 창립한, 프랑크푸르트 시민의 예술 진흥 단체의 명칭이며, 무제움라는 말의 원 뜻인 그리스 신화의 「무사 (뮤즈：예술이나 학문을 주관하는 9명의 여신들)의 전당」을 기원으로 한 고유 명사이다. 이른바 「박물관」이 이 오케스트라와 직접 관계가 없기 때문에, 우리말의 「박물관」이나 「박물관」이 들어간 관현악단 이름은 번역어로 적합하지 않다. 또, 기원은 바로 같은 「무사」인 「박물관」은, 당시 아직 그 개념으로서 존재하지 않았다.
1861년 이후 활동 분야를 음악에 한정하여, 사단 법인 프랑크푸르트 무제움 협회 ( Frankfurter Museumsgesellschaft )로, 콘서트 주최자로서 현재도 활동하고 있다.
무제움 (관현악단) 연주회 (Museumskonzert)는 1808년 이후 계속해서 지금도 행해지고 있으며, 지금까지 칼 오르프의 " 카르미나 부라나 "나, 리하르트 슈트라우스 자신의 지휘에 의한 교향시 " 차라투스트라는 이렇게 말했다 ", " 영웅의 생애 "등의 많은 초연을 했다. 지휘자로서 구스타프 말러와 빌헬름 푸르트벵글러 등을 맞이했으며, 브람스와 클라라 슈만이 독주자로서 출연한 적도 있다.